# Muškarci koji imaju seks sa muškarcima
Muškarci koji imaju seks sa muškarcima (MSM) su osobe muškog pola koje stupaju u seksualne aktivnosti sa osobama istog pola, bez obzira na to kako se izjašnjavaju o svom seksualnom identitetu; mnogi takvi muškarci se ne izjašnjavaju kao homoseksualni ili biseksualni.
Termin MSM izmislili su epidemiolozi 1990-ih radi izučavanja širenja bolesti kod muškaraca koji imaju seks sa muškarcima, nezavisno od njihovog identiteta. Termin MSM često se koristi u medicinskoj literaturi i društvenim istraživanjima da opiše takve muškarce kao grupu za istraživačke studije, bez uplitanja u problem samoidentifikacije. Ne odnosi se obavezno ni na koje određene seksualne aktivnosti, a koje seksualne aktivnosti se podrazumevaju pod tim terminom zavisi i od konteksta.

## Kao konstruisana bihevioralna kategorija
Termin MSM korišćen je u diskursu o javnom zdravlju, pogotovo u kontekstu HIV-a i AIDS-a još od 1990. ili ranije. Termin su skovali Glik et al. 1994. Ovaj bihevioralni koncept dolazi iz dve različite akademske perspektive. Prvenstveno je bio potreban epidemiolozima kojima su bile potrebne bihevioralne kategorije koje bi pružile bolje analitičke koncepte za istraživanje rizika za širenje bolesti od onih koji su bili zasnovani na identitetu (kao što su "gej", "biseksualac" ili "strejt"), jer muškarac koji se izjašnjava kao gej ili biseksualan nije obavezno i seksualno aktivan sa muškarcima, a neko ko se izjašnjava kao strejt može biti seksualno aktivan sa muškarcima. Potom, korišćenje ovog termina u uskoj vezi je sa kriticizmom termina seksualnih identiteta koji se pretežno koriste u literaturi socijalnog konstruktivizma koji tipično odbacuje koncepte zasnovane na identitetu kroz kulturne i istorijske kontekste. Hafington post tvrdi da je termin MSM smislio Kleo Manago.
MSM nisu samo male, samoizjašnjene i vidljive subpopulacije. Termini MSM i gej odnose se na različite stvari: ponašanje i socijalni identitet. MSM se odnosi na seksualne aktivnosti muškaraca, bez obzira kako se izjašnjavaju, dok termin gej uključuje te aktivnosti, ali se šire posmatra kao kulturni identitet. Homoseksualnost se odnosi na seksualnu/romantičnu privlačnost između pripadnika istog pola i može, ali ne mora, uključivati romantične veze. Gej je socijalni identitet i uopšte preferirani socijalni termin, dok se termin homoseksualac koristi u formalnom kontekstu, iako termini nisu potpuno sinonimni. Muškarci koji su neheteroseksualni ili se preispituju mogu da se identifikuju sa svim, nijednim, ili kombinacijom ovih termina, ili nekim od novijih termina koji označavaju sličan seksualni, romantični i kulturni identitet, poput biradoznao.
U svojoj obradi saznanja o seksualnim vezama i ponašanjima MSM u Aziji, Dauzet, Grierson i Meknali zaključili su da MSM kategorija ne odgovara jedinstvenom socijalnom identitetu ni u jednoj od ispitanih država. Nisu pronađene druge zajedničke osobine u celoj ispitanoj MSM populaciji, osim toga što su svi bili muškarci koji su stupali u seksualne odnose sa drugim muškarcima.
U nekim zemljama, homoseksualne veze mogu biti nelegalne ili tabu, što čini MSM populaciju nepristupačnom za istraživanje. 

### U primeni za transrodne osobe
Precizna upotreba i definicija termina menjala se u odnosu na transrodne žene - ljude koji su rođeni kao biološki muškarci ili sa nestandardnim genitalijama, a koji se izjašnjavaju kao žene. Neki izvori smatraju da su trans žene koje imaju seks sa muškarcima takođe MSM, dok su neki i interno nedosledni (definišući transrodne žene kao MSM u jednom delu, a u drugom kao "MSM i transrodni").

## Zastupljenost
Teško je odrediti broj muškaraca koji su ikada imali seks sa drugim muškarcem. Širom sveta, barem 3%, a možda čak i do 16% muškaraca, imali su seks sa muškarcem barem jednom. Ove brojke, pored muškaraca koji dobrovoljno imaju seks sa drugim muškarcima, uključuju i žrtve seksualnog nasilja.
U SAD, među muškarcima starosti 15 do 44, procenjeno je da je oko 6% njih imalo oralni ili analni seks sa drugim muškarcem u nekom trenutku u svojim životima, a oko 2,9% su imali barem jednog muškog seksualnog partnera u prethodnih 12 meseci.

## Seksualne prakse
Istorijski, analni seks je bio asociran sa muškom homoseksualnošću i MSM. Međutim, mnogi MSM ne upražnjavaju analni seks, i umesto toga upražnjavaju oralni seks, trljanje ili uzajamnu masturbaciju. Među muškarcima koji imaju analni seks sa drugim muškarcima, insertivni partner se uglavnom naziva aktivnim, a receptivni pasivnim. Oni koji uživaju u obe uloge mogu se opisati kao univerzalni.

## Pitanja zdravlja
Otkako su LGBT ljudi počeli da se organizuju povodom svojih socijalnih i legalnih prava, pitanje pristupa jednakoj zdravstvenoj zaštiti je ostalo važno, mada često ne primarno pitanje. Formirane su LGBT zdravstvene organizacije, uključujući i dobrotvorne ustanove za edukaciju o specifičnim problemima, zdravstvene klinike, pa i profesionalne organizacije za LGBT ljude i njihove saveznike. Mnoge od njih su zagovarale određene promene u raznim državnim praksama, a pokreti za legalizaciju istopolnih brakova često uključuju primere LGBT ljudi koji nisu u mogućnosti da obezbede zdravstveno osiguranje jednako onom koje imaju heteroseksualni parovi. 

### Mentalno zdravlje
Otkad je medicinska literatura počela da opisuje homoseksualnost, često joj se pristupalo iz perspektive koja je podrazumevala ili pokušavala da utvrdi neku inherentnu psihopatologiju kao glavni uzrok. Veliki deo literature o mentalnom zdravlju i homoseksualnosti fokusirao se na primere depresije, zloupotrebe psihoaktivnih supstanci i samoubistva. Iako ti problemi postoje među neheteroseksualcima, diskurs o njihovom uzroku se promenio nakon što je homoseksualnost uklonjena iz Dijagnostičkog i statističkog priručnika za mentalne poremećaje (DSM) 1973. godine. Umesto toga, društveni ostracizam, internalizacija negativnih stereotipa i manjak struktura podrške smatraju se indikacijama problema koje homoseksualci imaju u zapadnom društvu kasnog 20. veka, što se često negativno odnosi na njihovo mentalno zdravlje. Čak i u državi sa tolerantnom klimom po pitanju homoseksualnosti, kao što je Švedska, pokazalo se da su osobe u istopolnim brakovima pod većim rizikom za izvršenje samoubistva — skoro tri puta većim nego kod drugih osoba u braku. 

### Seksualno prenosive infekcije
Studija iz 2007. godine predstavila je dve ankete na široj populaciji prema kojima je "većina gej muškaraca imala sličan broj partnera s kojima su imali nezaštićene seksualne odnose kao i strejt muškarci i žene." Među muškarcima koji imaju seks sa muškarcima, analni seks bez kondoma smatra se za veoma rizično ponašanje. Osobe koje vrše analni seks sa zaraženim partnerom su pod rizikom jer se seksualno prenosive infekcije mogu uneti kroz uretru, ili preko malih posekotina, ojeda ili otvorenih rana. Takođe, veće šanse su da će kondom pući tokom analnog seksa, nego tokom vaginalnog. Stoga, čak i sa kondomom, analni seks može biti rizičan. 

#### HIV/AIDS
Sindrom stečene imunodeficijencije (AIDS) je bolest ljudskog imunog sistema koju izaziva virus humane imunodeficijencije (HIV). HIV može inficirati bilo koga, nezavisno od pola, etničke pripadnosti ili seksualne orijentacije. Širom sveta, procenjeno je da je 5–10% HIV infekcija posledica seksualnog odnosa između muškaraca. Međutim, u mnogim razvijenim državama, više HIV infekcija prenese se u seksualnim odnosima MSM nego bilo kojim drugim putem.
U 2007, procenjeno je da je najveći deo HIV/AIDS dijagnoza kod odraslih i adolescenata u SAD prisutan kod MSM populacije. MSM su zastupali 53% ukupnih dijagnoza i 71% dijagnoza kod muškaraca.
Prema istraživanju Ministarstva zdravlja SAD, HIV prevalenca u MSM populaciji drastično varira u zavisnosti od etničkog porekla. "Čak i do 28% MSM crnaca ima HIV", dok je "zastupljenost HIV-a procenjena na 18% kod belih MSM, i 16% za MSM hispano porekla." Stopa otkrivenih HIV infekcija raste za 12% godišnje među američkim muškarcima starosti 13 do 24 godine, a porasla je za 33% za muškarce mlađe od 30 godina u periodu od 2001–2006. Stručnjaci pripisuju ovo činjenici da se mladi ne sećaju najgore faze epidemije HIV-a tokom 1980-ih i ranih 1990-ih, kao i smanjenoj upotrebi kondoma. U zemljama u razvoju, stopa rasta HIV infekcija okarakterisana je kao izuzetno nagla među MSM populacijom. Istraživanja s početka 21. veka su pokazala da je manje od 5% MSM u Africi, Aziji i Latinskoj Americi imalo pristup zdravstvenoj zaštiti za HIV, dok danas, globalno, oko 46% MSM ima pristup antiretroviralnoj terapiji. 

#### Hepatitis B
Hepatitis B je bolest koju izaziva virus hepatitisa B (HBV) i koja zahvata jetru hominida, uključujući i ljude, te izaziva zapaljenje koje se zove hepatitis. Bolest je izazvala epidemiju u delovima Azije i Afrike, a endemska je u Kini. Oko trećina svetske populacije, više od 2 milijarde ljudi, bila je inficirana HBV-om. Prenošenje HBV-a je posledica izlaganja inficiranoj krvi ili telesnim tečnostima koje sadrže krv. Moguće forme prenošenja bolesti uključuju (između ostalog) nezaštićeni seksualni kontakt, transfuzije krvi, ponovna upotreba zaraženih igala i špriceva, i prenos s majke na dete. HBV takođe mogu preneti članovi domaćinstva jedni drugima, uglavnom kontaktom oštećene kože ili mukozne membrane sa sekretom ili pljuvačkom koja sadrži virus. Ipak, bar 30% prijavljenih slučajeva hepatitisa B kod odraslih ne mogu biti pripisani jasnom faktoru rizika.

#### Druge infekcije
Sifilis (kog izaziva Treponema pallidum) prenosi se od osobe do osobe putem direktnog kontakta sa lezijama. Lezije se uglavnom nalaze na spoljnim delovima genitalija, u vagini, anusu ili rektumu. Mogu biti prisutne i na usnama ili u ustima. Prenos organizma događa se tokom vaginalnog, analnog ili oralnog seksa. Učestalost zaraze sifilisom kod MSM populacije je globalno u porastu.
Genitalni humani papiloma virus (HPV) je čest virus kojim se tokom života zarazi većina seksualno aktivnih ljudi. Prenosi se genitalnim kontaktom, a nalazi se i na delovima tela koje kondom ne prekriva. Većina muškaraca koji se zaraze HPV-om bilo kog tipa nikada ne razvije simptome, niti ima druge zdravstvene probleme. Neki tipovi HPV-a mogu izazvati genitalne bradavice (kondilome), kancer penisa ili analni kancer. MSM i muškarci sa kompromitovanim imunim sistemom su pod većim rizikom od analnog kancera. Incidenca analnog kancera kod HIV-pozitivnih MSM je 9 puta veća od MSM koji su HIV-negativni. HIV-negativni MSM imaju veću incidencu od opšte populacije. Muškarci sa HIV-om takođe imaju veće šanse da obole od teškog oblika genitalnih bradavica koje se teško tretiraju.

#### Ostalo
Nezaštićeni analni seks je faktor rizika za formiranje antispermatozoidnih antitela (ASA) kod receptivnog partnera. Kod nekih ljudi, ASA može izazvati autoimuni sterilitet.

## Kontroverza oko dobrovoljnog davanja krvi
Mnoge zemlje imaju zabranu doniranja krvi za muškarce koji imaju (ili su imali) seks sa muškarcima, kao i njihovim ženskim seksualnim partnerima. U većini slučajeva neophodno je direktno ispitivanje istorije seksualnog ponašanja donora, premda dužina zabrane varira.

## Literatura
- Kaye, Wellings; Kirstin, Mitchell; Martine, Collumbien (2012). Sexual Health: A Public Health Perspective: A Public Health Perspective (на језику: енглески). McGraw-Hill Education (UK). ISBN 9780335244812.